# Atletiek op de Olympische Zomerspelen 2020 – 800 meter vrouwen
De 800 meter voor vrouwen  op de Olympische Zomerspelen 2020 vond plaats op vrijdag 30 en zaterdag 31 juli en dinsdag 3 augustus 2021 in het  Olympisch Stadion. Caster Semenya kon, wegens de regelwijziging doorgevoerd door World Athletics, haar titel uit 2016 niet verdedigen.

## Records
Voorafgaand aan het toernooi waren dit het wereldrecord en het olympisch record.
| Wereldrecord     | Jarmila Kratochvilova | 1.53,28 | München | 26 juli 1983 |
| Olympisch record | Nadezjda Olizarenko   | 1.53,43 | Moskou  | 27 juli 1980 |

## Resultaten

### Series
De drie snelsten van elke serie kwalificeerden zich direct voor de halve finales (Q), Van de overgebleven atleten kwalificeerden de zes tijdsnelsten zich ook voor de halve finales (q),

#### Serie 1
| Rang | Baan | Atleet          | Land | Tijd    | Bijz. |
| ---- | ---- | --------------- | ---- | ------- | ----- |
| 1    | 3    | Renelle Lamote  | FRA  | 2:01,92 | Q     |
| 2    | 5    | Winnie Nanyondo | UGA  | 2:02,02 | Q     |
| 3    | 2    | Lore Hoffmann   | SUI  | 2:02,05 | Q     |
| 4    | 4    | Angelica Sarna  | POL  | 2:02,18 |       |
| 5    | 8    | Madeleine Kelly | CAN  | 2:02,39 |       |
| 6    | 6    | Morgan Mitchell | AUS  | 2:05,44 |       |
|      | 7    | Līga Velvere    | LAT  | DNF     |       |

#### Serie 2
| Rang | Baan | Atleet          | Land | Tijd    | Bijz. |
| ---- | ---- | --------------- | ---- | ------- | ----- |
| 1    | 1    | Natoya Goule    | JAM  | 1:59,83 | Q     |
| 2    | 3    | Noélie Yarigo   | BEN  | 2:00,11 | SB, Q |
| 3    | 2    | Hedda Hynne     | NOR  | 2:00,76 | Q     |
| 4    | 4    | Halimah Nakaayi | UGA  | 2:00,92 | q     |
| 5    | 6    | Katharina Trost | GER  | 2:00,99 | q     |
| 6    | 8    | Eunice Sum      | KEN  | 2:03,00 |       |
| 7    | 5    | Nadia Power     | IRL  | 2:03,74 |       |
| 8    | 7    | Rose Lokonyen   | EOR  | 2:11,87 |       |

#### Serie 3
| Rang | Baan | Atleet                | Land | Tijd    | Bijz. |
| ---- | ---- | --------------------- | ---- | ------- | ----- |
| 1    | 2    | Athing Mu             | USA  | 2:01,10 | Q     |
| 2    | 5    | Habitam Alemu         | ETH  | 2:01,20 | Q     |
| 3    | 7    | Joanna Jóźwik         | POL  | 2:01,87 | Q     |
| 4    | 6    | Melissa Bishop-Nriagu | CAN  | 2:02,11 |       |
| 5    | 3    | Christina Hering      | GER  | 2:02,23 |       |
| 6    | 4    | Bianka Kéri           | HUN  | 2:02,82 |       |
| 7    | 8    | Louise Shanahan       | IRL  | 2:03,57 |       |

#### Serie 4
| Rang | Baan | Atleet                  | Land | Tijd    | Bijz. |
| ---- | ---- | ----------------------- | ---- | ------- | ----- |
| 1    | 5    | Raevyn Rogers           | USA  | 2:01,42 | Q     |
| 2    | 7    | Keely Hodgkinson        | GBR  | 2:01,59 | Q     |
| 3    | 1    | Mary Moraa              | KEN  | 2:01,66 | Q     |
| 4    | 6    | Netsanet Desta          | ETH  | 2:01,98 |       |
| 5    | 4    | Lindsey Butterworth     | CAN  | 2:02,45 |       |
| 6    | 3    | Anna Wielgosz           | POL  | 2:03,20 |       |
| 7    | 8    | Síofra Cléirigh Büttner | IRL  | 2:04,62 |       |
| 8    | 2    | Nimali Waliwarsha       | SRI  | 2:10,23 |       |

#### Serie 5
| Rang | Baan | Atleet            | Land | Tijd    | Bijz.     |
| ---- | ---- | ----------------- | ---- | ------- | --------- |
| 1    | 8    | Rose Mary Almanza | CUB  | 2:00,71 | Q         |
| 2    | 3    | Déborah Rodríguez | URU  | 2:00,90 | Q         |
| 3    | 1    | Rababe Arafi      | MAR  | 2:00,96 | (,957), Q |
| 4    | 4    | Alexandra Bel     | GBR  | 2:00,96 | (,960), q |
| 5    | 6    | Catriona Bisset   | AUS  | 2:01,65 |           |
| 6    | 5    | Delia Sclabas     | SUI  | 2:03,03 |           |
| 7    | 7    | Shafiqua Maloney  | VIN  | 2:07,89 |           |
| 8    | 2    | D'Jamila Tavares  | STP  | 2:16,72 | PB        |

#### Serie 6
| Rang | Baan | Atleet               | Land | Tijd    | Bijz. |
| ---- | ---- | -------------------- | ---- | ------- | ----- |
| 1    | 4    | Jemma Reekie         | GBR  | 1:59,97 | Q     |
| 2    | 1    | Ajeé Wilson          | USA  | 2:00,02 | Q     |
| 3    | 7    | Wang Chunyu          | CHN  | 2:00,05 | Q     |
| 4    | 6    | Sara Kuivisto        | FIN  | 2:00,15 | q, NR |
| 5    | 8    | Elena Bellò          | ITA  | 2:01,07 | q     |
| 6    | 2    | Natalia Romero       | ESP  | 2:01,16 | q, PB |
| 7    | 5    | Gabriela Gajanová    | SVK  | 2:01,41 | SB    |
| 8    | 3    | Emily Cherotich Tuei | KEN  | 2:08,08 |       |

### Halve finales
De twee snelsten van elke serie kwalificeerden zich direct voor de finale (Q), Van de overgebleven atleten kwalificeerden de twee tijdsnelsten zich ook voor de finale (q),

#### Serie 1
| Rang | Baan | Atleet          | Land | Tijd    | Bijz. |
| ---- | ---- | --------------- | ---- | ------- | ----- |
| 1    | 5    | Natoya Goule    | JAM  | 1:59,57 | Q     |
| 2    | 3    | Jemma Reekie    | GBR  | 1:59,77 | Q     |
| 3    | 8    | Mary Moraa      | KEN  | 2:00,47 |       |
| 4    | 4    | Ajeé Wilson     | USA  | 2:00,79 |       |
| 5    | 2    | Joanna Jóźwik   | POL  | 2:02,32 |       |
| 6    | 1    | Elena Bellò     | ITA  | 2:02,35 |       |
| 7    | 7    | Hedda Hynne     | NOR  | 2:02,38 |       |
| 8    | 6    | Halimah Nakaayi | UGA  | 2:04,44 |       |

#### Serie 2
| Rang | Baan | Atleet         | Land | Tijd    | Bijz. |
| ---- | ---- | -------------- | ---- | ------- | ----- |
| 1    | 4    | Athing Mu      | USA  | 1:58,07 | Q     |
| 2    | 3    | Habitam Alemu  | ETH  | 1:58,40 | Q     |
| 3    | 5    | Alexandra Bell | GBR  | 1:58,83 | q     |
| 4    | 7    | Lore Hoffmann  | SUI  | 1:59,38 |       |
| 5    | 6    | Renelle Lamote | FRA  | 1:59,40 |       |
| 6    | 1    | Sara Kuivisto  | FIN  | 1:59,41 | NR    |
| 7    | 8    | Noélie Yarigo  | BEN  | 2:01,41 |       |
| 8    | 2    | Natalia Romero | ESP  | 2:01,52 |       |

#### Serie 3
| Rang | Baan | Atleet            | Land | Tijd    | Bijz. |
| ---- | ---- | ----------------- | ---- | ------- | ----- |
| 1    | 5    | Keely Hodgkinson  | GBR  | 1:59,12 | Q     |
| 2    | 8    | Wang Chunyu       | CHN  | 1:59,14 | Q, PB |
| 3    | 3    | Raevyn Rogers     | USA  | 1:59,28 | q     |
| 4    | 4    | Rose Mary Almanza | CUB  | 1:59,65 |       |
| 5    | 1    | Winnie Nanyondo   | UGA  | 1:59,84 | SB    |
| 6    | 7    | Rababe Arafi      | MAR  | 1:59,86 |       |
| 7    | 2    | Déborah Rodríguez | URU  | 2:01,76 |       |
| 8    | 6    | Katharina Trost   | GER  | 2:02,14 |       |

### Finale
| Rang   | Baan | Atleet           | Land | Tijd    | Bijz.  |
| ------ | ---- | ---------------- | ---- | ------- | ------ |
| Goud   | 3    | Athing Mu        | USA  | 1:55,21 | NR AJR |
| Zilver | 4    | Keely Hodgkinson | GBR  | 1:55,88 | NR     |
| Brons  | 8    | Raevyn Rogers    | USA  | 1:56,81 | PB     |
| 4      | 6    | Jemma Reekie     | GBR  | 1:56,90 | PB     |
| 5      | 2    | Wang Chunyu      | CHN  | 1:57,00 | PB     |
| 6      | 7    | Habitam Alemu    | ETH  | 1:57,56 | SB     |
| 7      | 1    | Alexandra Bell   | GBR  | 1:57,66 | PB     |
| 8      | 5    | Natoya Goule     | JAM  | 1:58,26 |        |

1928: Lina Radke ·
1960: Ljoedmila Sjevtsova ·
1964: Ann Packer ·
1968: Madeline Manning ·
1972: Hildegard Falck ·
1976: Tatjana Kazankina ·
1980: Nadezjda Olizarenko ·
1984: Doina Melinte ·
1988: Sigrun Wodars ·
1992: Ellen van Langen ·
1996: Svetlana Masterkova ·
2000: Maria Mutola ·
2004: Kelly Holmes ·
2008: Pamela Jelimo ·
2012: Caster Semenya ·
2016: Caster Semenya ·
2020: Athing Mu ·
2024: Keely Hodgkinson